# St. Markus (Haimbach)
| St. Markus Haimbach |                    |
|                     |                    |
| Ort                 | Haimbach (Fulda)   |
| Konfession          | römisch-katholisch |
| Diözese             | Fulda              |
| Patrozinium         | St. Markus         |
| Bautyp              | Saalkirche         |
| Funktion            | Filialkirche       |

St. Markus ist eine römisch-katholische Filialkirche im Fuldaer Stadtteil Haimbach im osthessischen Landkreis Fulda, die zum Bistum Fulda gehört und dem Dekanat Fulda zugeordnet ist. Das Kirchengebäude steht in der Saturnstraße 9 auf dem alten Wehrfriedhof.
Zur Gemeinde gehört auch die Herz-Jesu-Kapelle, auch Schulzenbergkkapelle genannt.

## Geschichte der Kirche

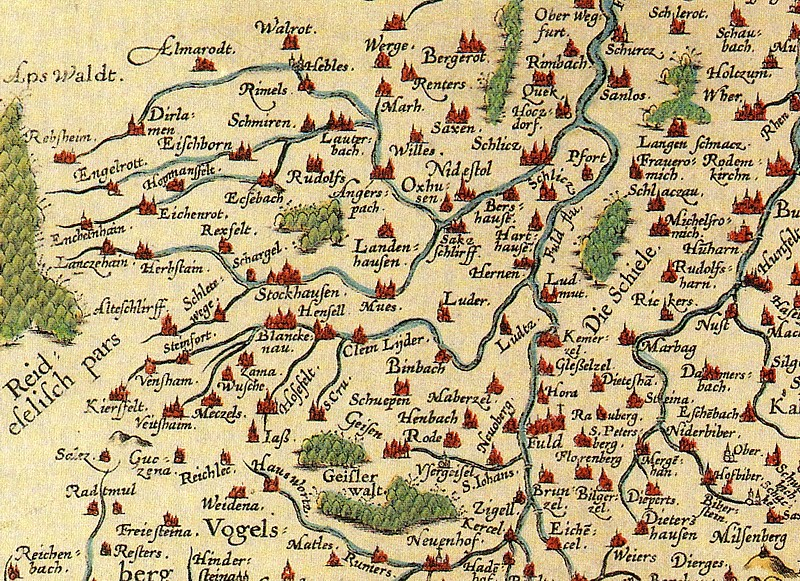
Lage von Haimbach (Henbach)

Die erste Kirchengründung wird aus der Zeit der Karolinger des ostfränkischen Königs Ludwig des Deutschen im 9. Jahrhundert überliefert. Unter dem heutigen Chor befindet sich ein kellerartiger Unterbau, der wahrscheinlich die Krypta dieser karolingischen Kirche gewesen ist.
Haimbach ist ein alter Kirchspielort seit der Gründung des Klosters Fulda im Jahre 744. Rund 10 Jahre nach Gründung des Klosters kam unmittelbar in der Nähe von Haimbach am Hang des „Schulzenberges“ der Leichenzug des Hl. Bonifatius von Mainz nach Fulda vorbei und legte in Sichtweite des Klosters Fulda, in dem er begraben sein wollte, eine Rast ein. Dort soll ein Kreuz eingeschlagen worden sein und der Schulzenberg wurde in der Folge „Kreuzberg“ genannt.
Als Ortsname wird Hegenbach (im Hain, im Hagen) schon zur Zeit des Abtes des Klosters Fulda Rabanus Maurus genannt.
Dieser Kirche wies der Fuldaer Abt Hatto in einer Stiftungsurkunde von 852 die Einkünfte zur Aufnahme und Verpflegung von Pilgern zum Bonifatiusgrab an (sog. Hatto-Urkunde).
Die Haimbacher Pfarrkirche St. Martin / später St. Markus gehört zu den ältesten Kirchen des Fuldaer Landes. „Sie ist vermutlich die zweite der in den Jahren um 1000 „in loco Ludera“ (vgl. Ernst Johann Friedrich Dronke, Tradt. 124 Kap.43 Nr. 69) dem Kloster Fulda gehörenden Kirchen“.
Die Geschichtsforschung geht davon aus, dass die Entstehung in die Zeit des Abtes Rabanus Maurus zu datieren ist. „dann ging er daran, auf seinen Klostergütern neue Eigenkirchen zu erbauen.“ Er soll in seiner Amtszeit eine eifrige Bautätigkeit an den Tag gelegt haben und das Kloster mit einem Netz von 30 Eigenkirchen, die sämtlich den „Zehnten“ an das Kloster Fulda und den Abt abzuliefern hatten, ausgestattet haben. Darunter wohl auch die alte Markuskirche in Haimbach deren heute noch vorhandener Wehrturm dem Baustil der in Sichtweite der Kirche stehenden Kirche Hl. Flora und Hl. Kilian des Florenberges bei Pilgerzell vergleichbar ist.
822 bis 842 n. Chr. stand in Haimbach bereits eine Kirche, die dem Hl. Markus geweiht war. Die Benediktinermönche des Konventes des Klosters Fulda pilgerten auf Anordnung des Abtes Rabanus Maurus am Markustag, am 25. April, bis zum 17. Jahrhundert, barfuß in einer Bittprozession von Fulda nach Haimbach. Jedoch war von dieser Kirche nur noch bis zum späteren Kirchenneubau im 12./13. Jahrhundert eine Krypta aus dem karolingischen Gründungsbaues erhalten. Bauteile der verschiedenen Stilepochen zeugen von der langen Geschichte der Kirche.
Im Jahre 1202 wird eine neue Kirche erwähnt die auf einem von einer hohen Mauer umgebenen Wehrfriedhof, der vermutlich in den durch Raubritter und Fehden unsicheren Zeiten des 12. Jahrhunderts errichtet worden.
1299 wurde ein „plebanus in Heibah“ Bertholdus genannt. Im 14. Jahrhundert wurde die Nordwand der Kirche im gotischen Stil um vier Meter seitlich hinaus geschoben, so dass wahrscheinlich ein zweischiffiges Gotteshaus entstand. Haimbach war im Jahre 1384 Pfarrerei und zum Kirchspiel gehörte das Katharinenhospital an der langen Brücke über die Fulda. Der Abt von Fulda hatte um 1450 das Kirchenpatronat. Unter Abt Reinhard von Weilnau wechselte 1462 das Patrozinium und St. Martin wird genannt. Zum Katharinenhospital (1272) bestand 1494 ein Sendverhältnis. Maberzell wurde im Kirchenspiel Haimbach 1510 und Giesel erstmals erwähnt. Die im 12. und 13. Jahrhundert errichtete Kirche wurde im Dreißigjährigen Krieg bei einem Dorfbrand bis auf den Turmbau zerstört. Nach einem Neubau in der Barockzeit war 1633 der hl. Markus wieder Kirchenpatron, was wohl auf die Bußprozessionen der Fuldaer Benediktinermönche zurückzuführen ist. 1804 wurde im Zuge der Säkularisation die zur Pfarrei gehörende steinerne Schulzenbergkapelle zum Abbruch versteigert. In den Jahren 1907–1909 wurde die Kirche unter Bischof Joseph Damian Schmitt durch den Architekten Hans Güldenpfennig in neuromanischen Formen nach Süden erweitert, so dass eine dreischiffige Hallenkirche entstand. Die Südwestseite erhielt den halbrunden Treppenturm mit einer (Wendelstein) mit dem Kegeldach und die Südostseite den Sakristeianbau. Der Evangelist Markus ist seit 1683 Kirchenpatron. Von 1986 bis 1987 wurde die neuromanische, onnamentale Ausmalung der Kirche rekonstruiert.

## Heutige Kirche

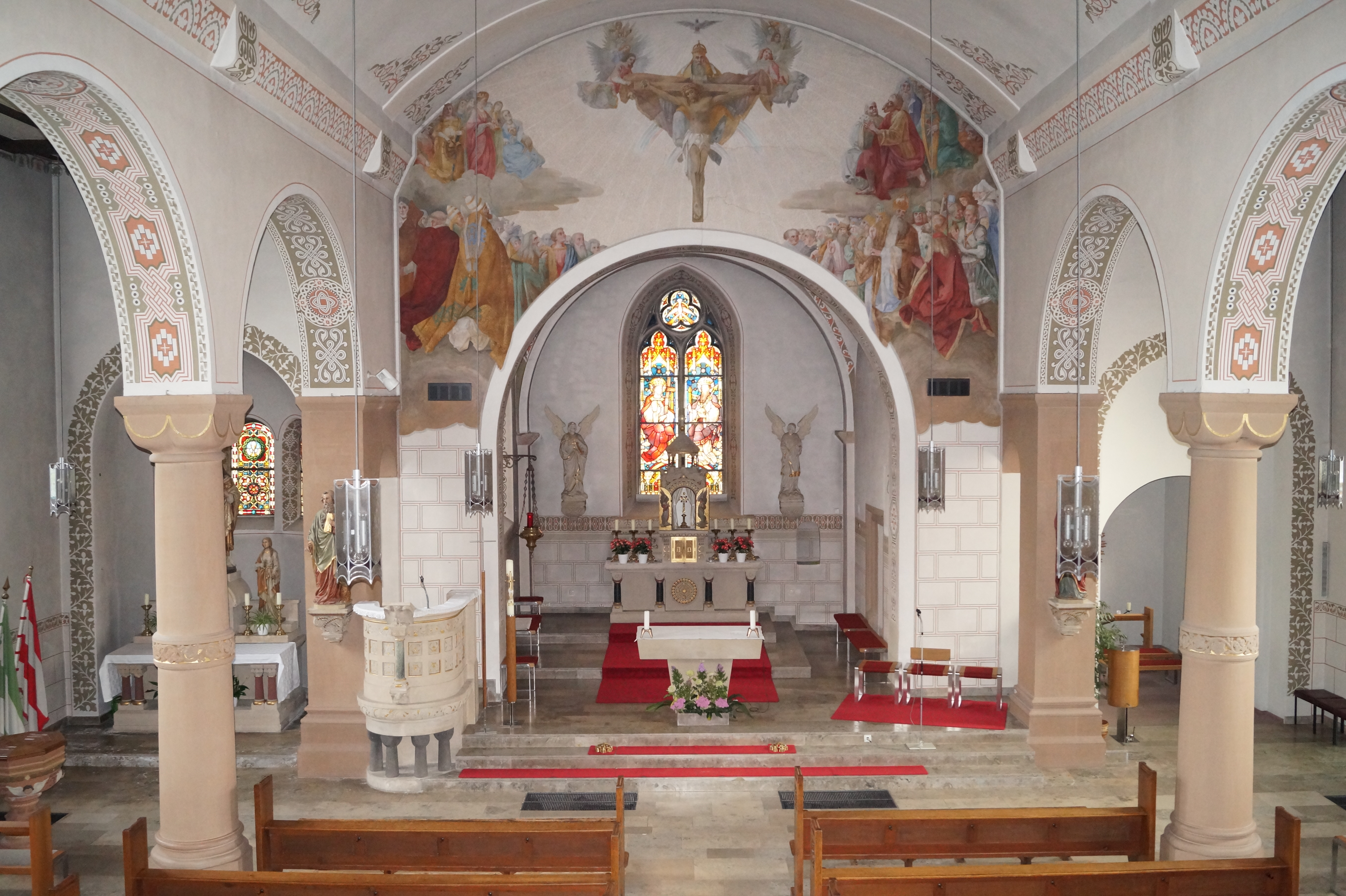
Blick zum Altar

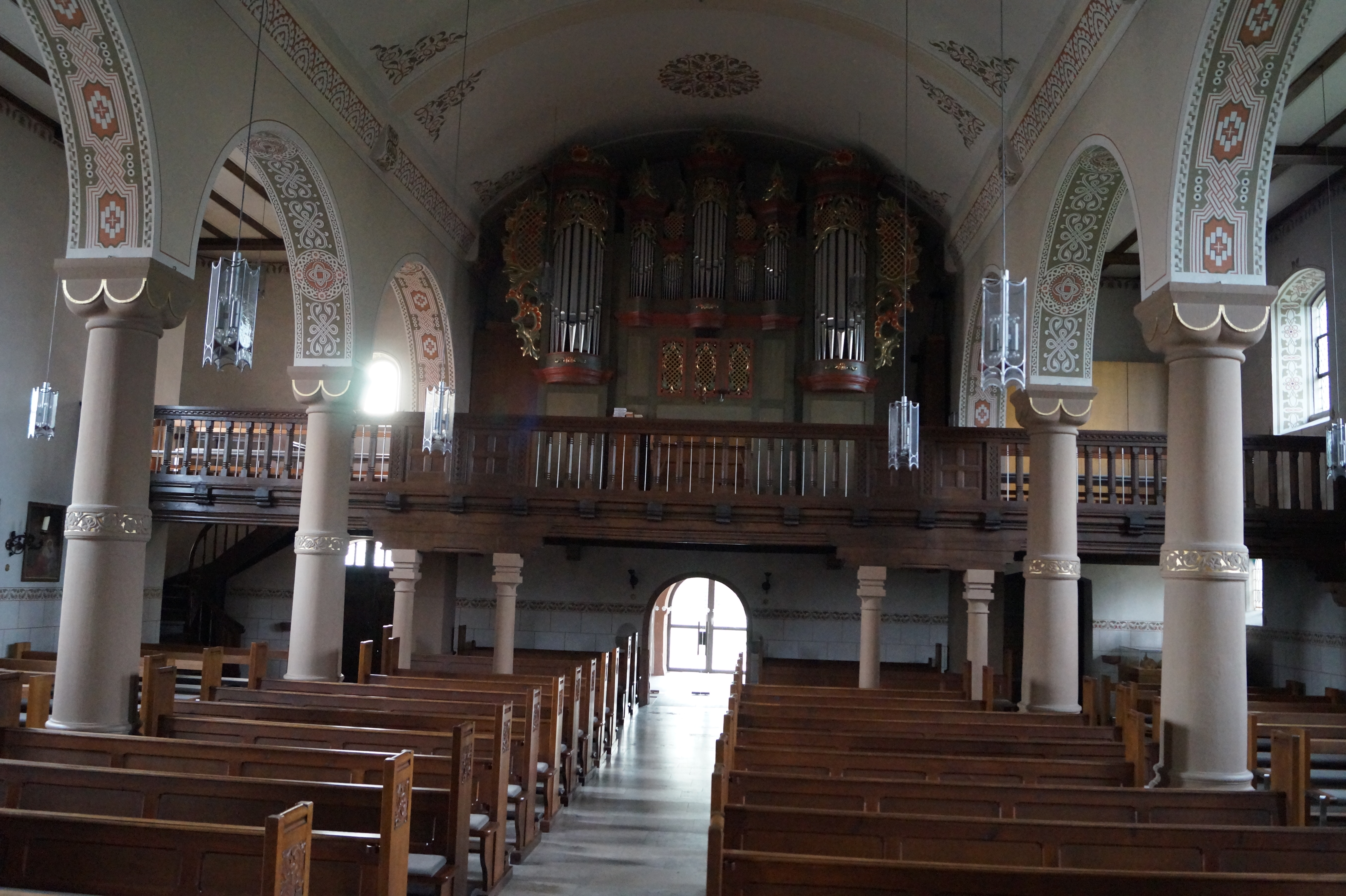
Blick zur Orgel

Die Kircheninnere betritt man durch das romanische Tonnengewölbe mit drei Durchbrüchen für die früheren Glockenseile in der niedrigen Eingangshalle im Untergeschoss des Turmes aus dem 12. Jh.
Die Innenseite der Eingangshalle hat aus der Wehrkirchenzeit Balkenöffnungen, in die von innen ein Sicherungsbalken oder Riegelbaum eingelegt werden konnte.
Die heutige Kirche ist eine dreischiffige neuromanische Säulenhalle mit vier Arkaden, wobei die drei Kirchenschiffe gleich hoch sind und ein Satteldach tragen.
Die Kirche gilt als eine kultur- und architekturgeschichtliche Besonderheit.

### Künstlerische Ausstattung

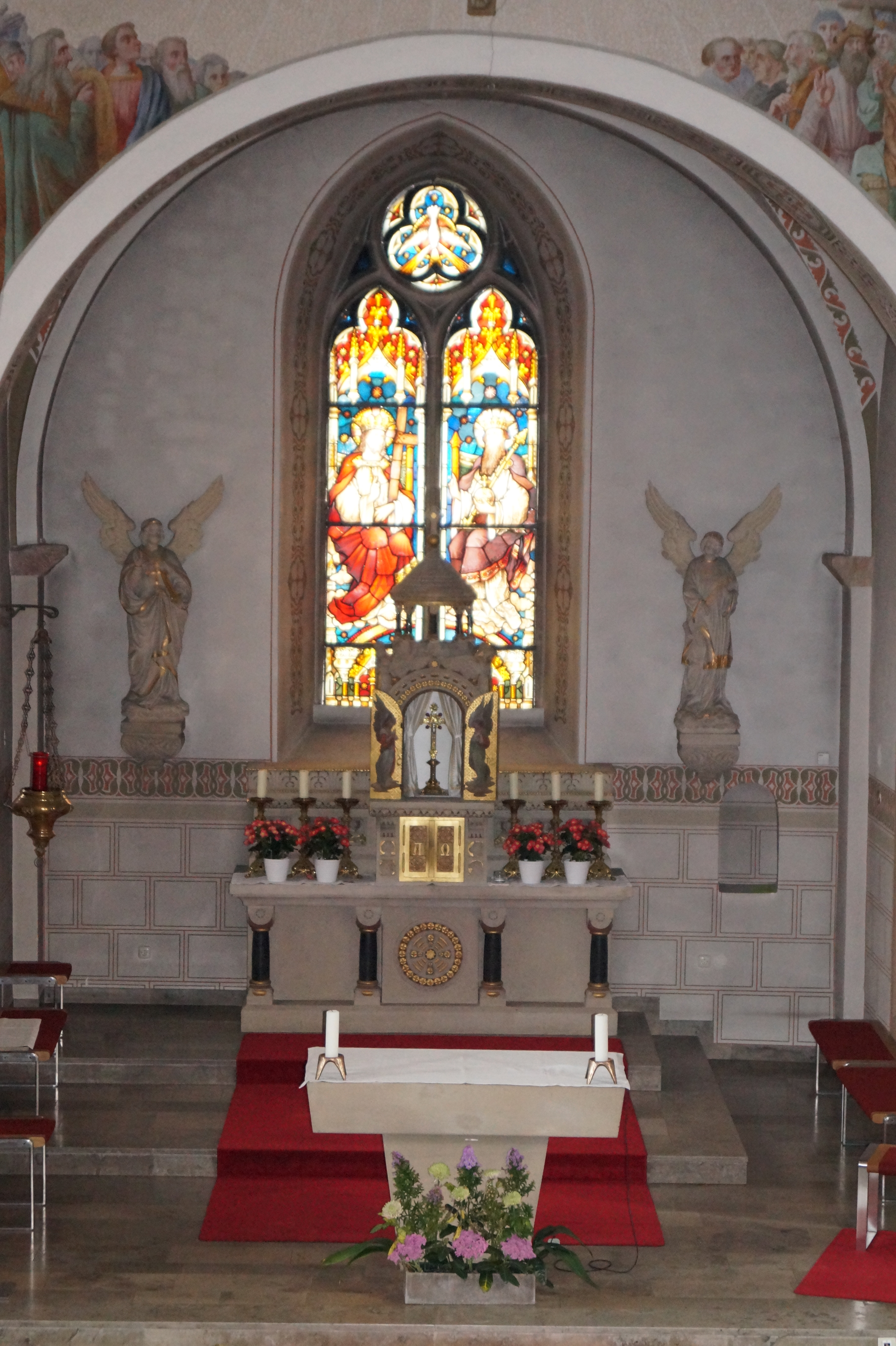
Chor und Altar
Der rechteckige gotische Chor wurde über der vermutlich romanischen Krypta des Vorgängerbaues errichtet.
Der Chor wird von einem Kreuzgewölbe ohne Rippen und Schlussstein im Chorgewölbe abgeschlossen. Die Rippen wurden ornamentiert gemalt.
In 1907/09 haben die Bildhauer Gebrüder Fleck, Fulda, den Altar mit Tabernakel und die beiden Seitenaltäre und die vor dem Chorbogen stehende Kanzel aus französischem Kalkstein geschaffen. Ebenfalls wurde die Verglasung durch die Kunstglaserei Heinrich Leinweber, Fulda, angefertigt.
1909 erfolgte die neuromanische Ausmalung durch den Kunstmaler Hugo Pfister und den Maler und Restaurator Carl Schmauß, beide Fulda.
1986/887 wurde die neuromanische Ausmalung rekonstruiert.
Der Altar besteht aus einem Altartisch mit dem Unterbau von vier neu-romanischen Säulchen mit Sockel und Würfelkapitellen und einer mittigen Zwischenwand mit Rosette gegliedert.
Im Mittelteil ist der Tabernakel mit rechteckiger, ornamentaler Einfassung mit den Symbolen der Evangelisten und darüber eine rundbogige, ornamentierte Nischenfassung für das Kruzifix mit beidseitigen Flügeln. Die geöffneten Flügel zeigen Engel.
Im darüber befindlichen tempelartigen Aufsatz mit offenem Säulenrundbau mit Kegeldach befindet sich ein goldener Kegel. Als Abschluss ist ein bekrönendes Kreuz auf goldenem Knauf darüber.
Das dahinter befindliche gotische Maßwerkfenster hat ein neugotisches Buntglasfenster mit Hl.-Geist-Taube darunter Gott Vater und Gott Sohn als Hl. Dreifaltigkeit. Als seitliche Assistenzfiguren sind die Steinplastiken der Erzengel Michael (links) und Gabriel (rechts).
Taufstein

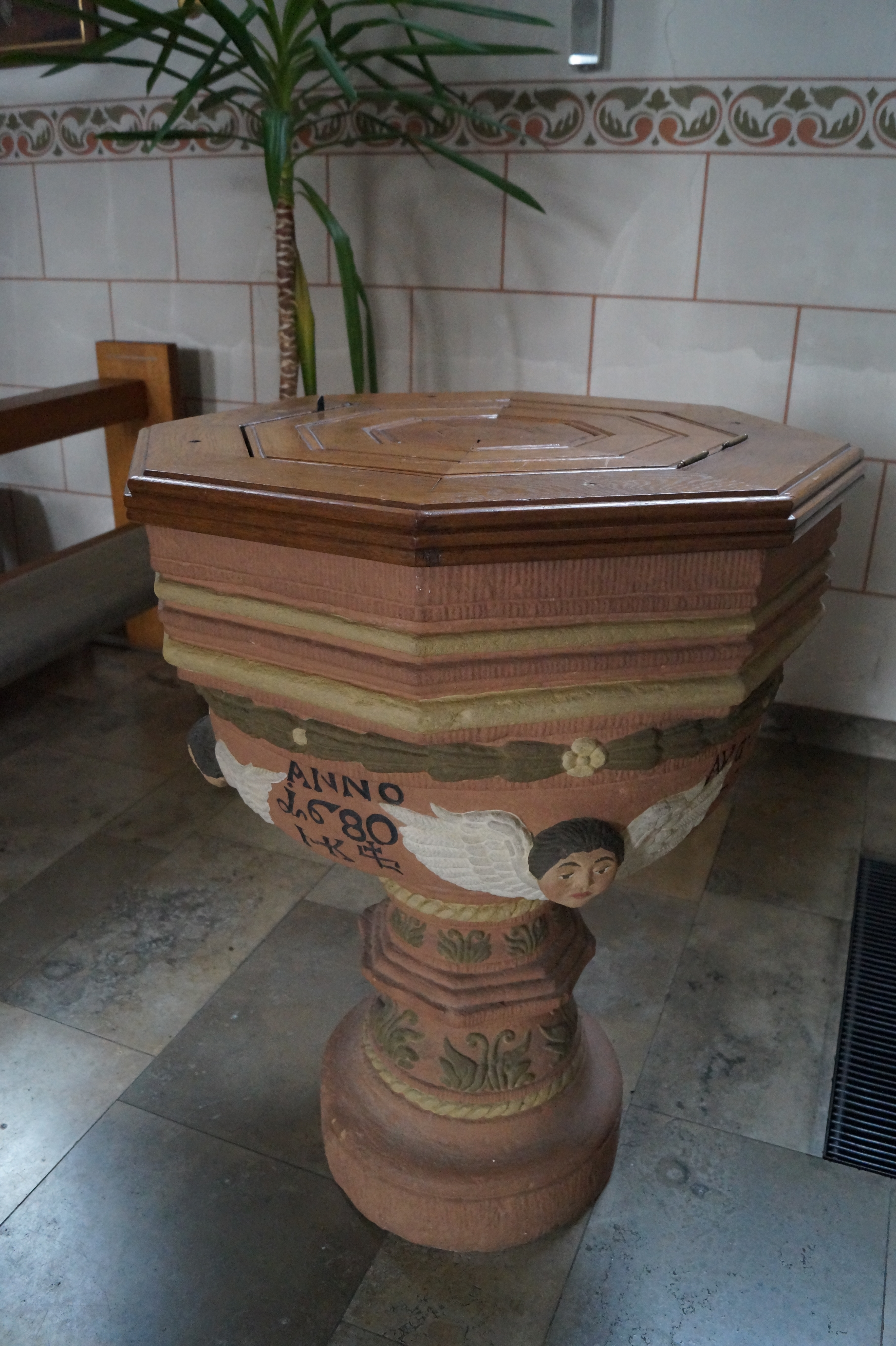
Der Taufstein von 1680

Die St.-Markus-Kirche beherbergt einen frühbarocken Taufstein aus dem Jahre 1680 in Kelchform.
Das 8-seitige profilierte Gesimse ist mit Rundstäben und Kerbschnitten versehen. Darunter geht er in eine runde Form über und ist rundum mit Girlanden mit Blüten geschmückt. Darunter beginnt eine schalenförmige Verjüngung mit geflügelten Engelsköpfen, dazwischen vier Beschriftungen mit Datum ANNO 1680 dem Steinmetzzeichen des Hans Kruck von 1680 und weiteren drei gegenüber liegenden Namen MATTHÄUS KREUTER, AUGUSTINUS HOMANN und MARTINUS MERZ verziert. Wiederum darunter ein Strickornament am Schaft, Blattornamenten, 8-seitiger Schaftring und rundem Fuß.
Der Taufstein steht im linken Seitenschiff (Nordseite).
Seitenaltäre
Der Seitenaltäre befinden sich jeweils am Kopfende des linken und rechten Seitenschiffes.
Der Herz-Jesu-Altar befindet sich im linken Seitenschiff in der halbrunden neuromanischen Apsis auf französischem Kalkstein und Tabernakel, der mit einer Herz-Jesu-Statue gekrönt ist. Als Assistenzfiguren sind der Hl. Aloisius von Gonzaga im Jesuitenhabit mit Kruzifix (links) und die Hl. Agnes mit Lamm und vermutlich Palme (rechts).
Im rechten Seitenschiff befindet sich der Marienaltar aus französischem Kalkstein mit Tabernakel und darüber die Strahlenmadonna mit Jesuskind und Zepter auf Halbmond und Schlange und der Weltkugel.
Chorbogen
Das Gemälde an der Wand zum Chorbogen wurde 1909 von den Kirchenmalern Hugo Pfister und Carl Schmaus angefertigt. Es ist stark an das Allerheiligenbild von Albrecht Dürer angelehnt. Durch den geringen Raum zwischen dem Gurtbogen des Mittelschiffes und dem Chorbogen waren jedoch erhebliche Einschränkungen notwendig.

## Orgel

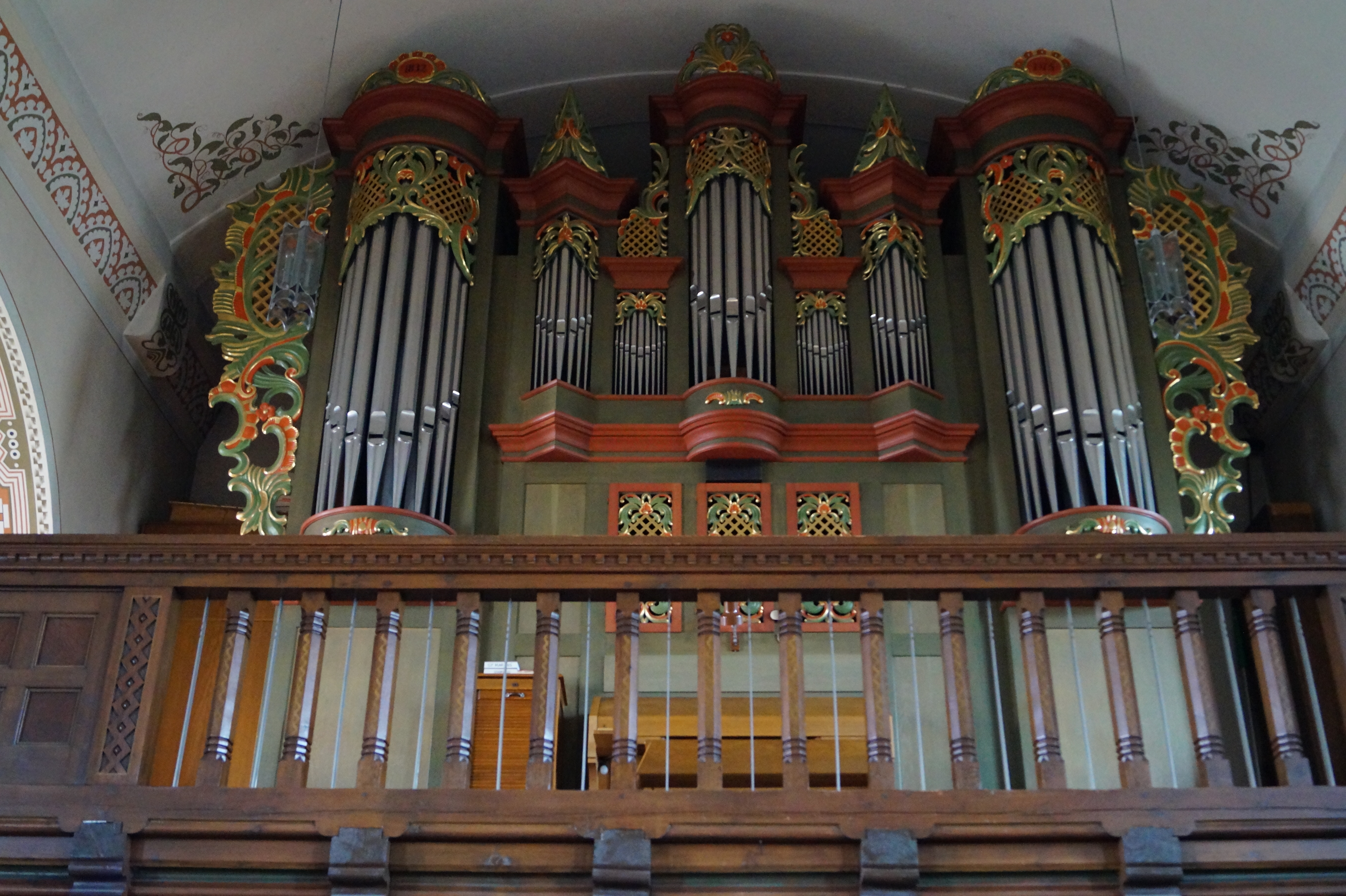
Die Kreienbrink – Orgel

Die Orgel vereinigt Formen von Barock und Rokoko und wurde 1975 von Matthias Kreienbrink, Osnabrück, erbaut. Der Prospekt ist in barocken Formen mit Rokoko-Schnitzwerk von dem Holzbildhauer Fritz Junk, Schweben-Laugendorf und der Farbfassung des Malers und Restaurators Willi Kiel aus Fulda-Lehnerz ebenfalls 1975 geschaffen worden.

## Glocken
Die Kirche hat ein Viergeläut mit Turmglocken im oberen Glockengeschoss des mittelalterlichen Wehrturms.

### Geschichte der Glocken
Im Bistumsarchiv des Bischöfl. Generalvikariates Fulda sind ab dem Jahre
1684 Kirchenrechnungen für Haimbach vorhanden. In der Rechnung von
1685 sind Ausgaben in Höhe von „1 fl 14 bhm von dem Klüppel in die glocken wiederum zurecht zu machen und zu henken“ verausgabt worden. In den folgenden Jahren sind regelmäßig Ausgaben für Glockenstränge und für das Schmieren der Glocken verausgabt worden.
In einem Inventarverzeichnis des Jahres 1876 sind drei Glocken verzeichnet. Angaben über Größe, Tonhöhe und Herkunft fehlen jedoch. Im Jahre 1898 lieferte jedoch die Glockengießerei Gebrüder Ulrich aus Apolda der Kirche in Haimbach zwei Glocken mit einem Gewicht von 120 und 73 kg zum Preis von 645,65 Mark. Eine Glocke im Gewicht von 50 kg wurde mit 60 Mark in Zahlung gegeben.
1910 sind im Realschematismus für Haimbach vier Glocken, eine ältere und drei neuere verzeichnet.
1917 erfolgte die Beschlagnahme von drei Bronzeglocken Glocken mit einem Gewicht von 385 kg für die Herstellung von Rüstungsmaterial für den Ersten Weltkrieg. Diese wurden am 4. Oktober 1917 abgeliefert.
1924 erfolgte die Wiederbeschaffung von drei neuen Glocken, die in der Glockengießerei von Junker/Edelbrock in Brilon gegossen worden. Melodisch waren diese auf die Töne „e“, „g“ und „a“ und wogen 874 kg, 669 kg und 440 kg und kosteten 7.000 Mark. Die größte ist dem „göttlichen Heiland im Sakramente“ und dem „Hl. Markus“, die zweite der „Mutter Gottes“ und die dritte dem „Hl. Joseph“ geweiht. Die Weihe erfolgte am 14. Sept. des gleichen Jahres.
Am 29. Juli 1942 mussten nach 25 Jahren 3 Glocken an die „Reichsstelle für Metalle“, Berlin, abgeliefert und für die Herstellung von Kriegsmaterial für den Zweiten Weltkrieg erneut abtransportiert werden.
Es waren dies:
| Glockenname    | Durchmesser | Gewicht | Gussjahr |
| -------------- | ----------- | ------- | -------- |
| Salvatorglocke | ⌀ 115 cm    | 874 kg  | 1924     |
| Marienglocke   | ⌀ 104 cm    | 669 kg  | 1924     |
| Markusglocke   | ⌀ 79 cm     | ?       | ?        |

Im Kirchturm verblieb nur die kleine „Josephglocke“ mit ⌀ 90 cm mit 440 kg für das tägliche Angelusläuten und andere kirchlichen Anlässe.
Am 15. April 1953 erfolgte wiederum eine Ersatzbeschaffung von 3 neuen Glocken von der Glocken- und Metallgießerei Junker in Brilon, die am 23. April 1953 von dem in Haimbach geborenen Dechant Medler, Hünfeld, und Prof. Heller, Fulda, geweiht wurden.
1986 beschrieb Erwin Sturm die gegenwärtigen Haimbacher Kirchenglocken in einem Beitrag in den Buchenblättern 1986, Nr. 10.

## Pfarrgemeinde
Die Gemeinde gehört seit 2021 zur Pfarrei St. Martin Fulda, zu der sich alle bisherigen Gemeinden des Pastoralverbundes St. Antonius von Padua Fulda-West zusammengeschlossen haben. Pfarrkirche ist die Kirche St. Andreas (Fulda-Neuenberg) in Fulda-Neuenberg.